# Acustimantico
Acustimantico è un gruppo musicale italiano. La loro musica unisce stili e generi diversi, dalla canzone d'autore alla musica etnica (in particolare balcanica e klezmer), dal pop al jazz all'avanguardia.

## Storia degli Acustimantico
Il gruppo nasce a Roma nel 1998, per iniziativa di Stefano Scatozza (autore delle musiche e chitarra), Danilo Selvaggi (paroliere), Marcello Duranti (sassofonista) e Raffaella Misiti (cantante).  Dal 1999 al 2000, integrano il gruppo Pino Pecorelli (contrabbasso) e Riccardo Magini (percussioni e batteria). A loro si affiancheranno in seguito molti altri musicisti (percussioni, contrabbasso, violino, fisarmonica, pianoforte, tromba, archi), sia nel lavoro in studio che nelle esibizioni live. Massimo Natale (percussioni e batteria) integra il gruppo nel 2000.

### Attività live
Nel 1999 ottengono un primo riconoscimento critico al "Festival Sonica" di Catania per band emergenti, con Fiori di loto.
A partire dal 2000 il gruppo suona molto, in Italia e all'estero, affinando una performance live partecipata e coinvolgente, che li porterà anche in Francia, a Berlino e persino in Giappone: qui suoneranno anche nell'aprile 2005 per l'esposizione universale di Aichi.
Dal 2006, Acustimantico si dedica alla realizzazione di "Em, ovvero Emanuel Carnevali va in America", piccola opera di musica-teatro dedicata alla vita e all'arte del poeta italiano Emanuel Carnevali, emigrato in America agli inizi del Novecento. L'opera debutta all'Auditorium di Roma con il tutto esaurito e vede varie repliche in giro per l'Italia, affidate alla musica del gruppo e alla narrazione, di volta in volta, di Andrea Satta, Alessio Caruso, Arianna Gaudio, Mauro Macario.
Nel 2007 partecipano alla Primavera Italiana a Tokyo e Niigata. Suonano inoltre alla "Fete de la Musique" a Berlino e alla Notte Bianca di Roma.

### Attività in studio
Nel 2000 pubblicano un primo minialbum autoprodotto chiamato "Acustimantico" ma noto come "il disco nero" per via della copertina nera in cartone, con al centro il disegno di una luna. I sei pezzi sono: "Fiori di loto", "F" (dedicata a Fabrizio De André), "Cose da fare", "Raganitza" (strumentale), "Canto del telaio del cielo" e "Questo è quanto".
La musica si muove tra klezmer, ipnotismo e melodismo; i testi, innovativi, sono ora visionari e complessi, ora più immediati e taglienti.
Il secondo disco, autoprodotto nel 2002, si chiama "La bella stagione". Ottiene il Premio della Critica e Premio per la Miglior Musica al Festival di Recanati, il Premio al Miglior Repertorio al Mantova Musica Festival, il Premio Fabrizio De André. Contiene undici titoli stilisticamente eclettici, tra cui "Lotta di classe d'amore", "Radio" (dedicata ai fatti di Genova del luglio 2001), "Gli amanti di un giorno", "Mikimaus", "La terra da giovane" (che vede la partecipazione di Riccardo Magini alle percussioni), "Fuoco" e "Lasciami finire, Dimitri". È noto come "il disco blu" (anche qui, per via della particolare copertina, blu in PVC, con il disegno stilizzato di un insetto).
"Santa Isabel" ("il disco bianco") esce, di nuovo autoprodotto, nel 2004. Contiene undici titoli, tra cui "Musica immaginaria", "La strada verso casa", "Conseguenze di un nome", "Metà canzone", "Distanza", "Coda di topo" ed "Emanuel Carnevali va in America", che ispirerà il successivo lavoro di musica-teatro. Viene premiato quale miglior disco autoprodotto dell'anno al MEI (il festival delle etichette indipendenti italiane).
Nel 2005 è la volta di "Disco numero 4", raccolta live registrata a La Palma e al Teatro Eliseo di Roma e pubblicato per Il manifesto. Contiene anche un inedito ("Les Anarchistes" con Andrea Satta dei Têtes de Bois), la cover di "Alfonsina y el mar" e una nuova versione de "La canzone dell'equilibrio", con la voce di Piero Brega.
Nel 2007 registrano il brano "F" per l'etichetta Nitroplus allo ZZZ Studio di Tokyo.
"Em, ovvero Emanuel Carnevali va in America" (Edizioni I Palombari/IMAIE) esce nel 2008 e contiene l'omonimo spettacolo di musica e teatro.
Nel 2012 vede la luce il nuovo disco, "Tempo di passaggio".

## Formazione
- Raffaella Misiti - voce
- Stefano Scatozza - chitarra, musiche
- Marcello Duranti - sax, clarinetto basso, tubi sonori
- Sasà De Seta- batteria e percussioni
- Stefano Napoli - contrabbasso
- Danilo Selvaggi - testi

## Discografia
- 2000 - Acustimantico (detto "Il Disco Nero")
- 2002 - La bella stagione (detto "Il Disco Blu")
- 2004 - Santa Isabel (detto "Il Disco Bianco")
- 2005 - Disco numero 4 (raccolta live)
- 2008 - Em, ovvero Emanuel Carnevali va in America
- 2012 - Tempo di passaggio